# Rubab (instrument)
Pour les articles homonymes, voir Rubab.
Le rubab, robab ou rabab, en persan رُباب rubāb, et en pachto رباب, est un instrument de musique à cordes de la famille du luth. Il est originaire d'Afghanistan. 
Par ailleurs, il est joué dans de nombreux pays limitrophes : Pakistan, Cachemire, Iran, Tadjikistan et Badakhshan. 
n Afghanistan, il est considéré comme l'instrument national et représente la noblesse du pays.
L'art de la fabrication et de la pratique du rubab/rabab est inscrit sur la liste représentative du patrimoine culturel immatériel de l'humanité par l'UNESCO en 2024.